# 南さつま市
南さつま市 （みなみさつまし）は、鹿児島県の薩摩半島西岸に位置する市。南薩地域に属する。太平洋戦争末期には最後の特攻隊の出撃地、万世飛行場が吹上浜にあった。
砂丘を利用した砂の祭典や、自転車による様々な大会が開かれるなど砂丘と自転車を活かした特色あるまちづくりでも知られている。

## 地理
薩摩半島の南西端に位置し、東シナ海に面する。市の北西部には、日本三大砂丘の一つに数えられる吹上浜が広がり、また、南西部（旧笠沙町〜旧坊津町）にかけて美しいリアス式海岸が見られる。坊津の双剣石は国の名勝に指定されている。九州本土から西の東シナ海沖合には宇治群島や草垣群島がある。
- 山：金峰山、野間岳、蔵多山（揖宿山地）、白亀山、亀ケ丘、笠沙岳、長屋山[2]、耳取峠など[3]
- 岸壁・渓谷・奇岩：亀ヶ丘岩壁、河添渓谷、双剣石など[2][4]
- 平野：加世田平野（南薩平野）
- 盆地：津貫[5]
- 半島・岬：薩摩半島、野間半島、野間岬、崎ノ山半島など[2]、後藤鼻、舟が崎、坊岬
- 湾：唐浦、秋目浦、久志浦、久志湾、坊津秋目湾、泊浦、坊浦、塩浦、網代浦[2]、ビロウ湾、片浦港など[6][4]
- 海峡：隼人ノ瀬戸[6]
- 海岸・砂丘：吹上浜、丸木浜、網代浜など[2]
- 河川：万之瀬川、加世田川、内布川、相星川、立神川、武田川、堀川、遠田川、長谷川、大浦川、笠石川、抜川、泊川[6]
- 湖沼：とも池[6]
- 島嶼：宇治群島、草垣群島、神ノ島、沖秋目島、鵜瀬、松島、蒲鉾瀬、双子瀬、山島、人形瀬など[2][7]
- ダム：金峰ダム[6]

### 隣接する自治体
- 鹿児島市
- 枕崎市
- 日置市
- 南九州市

### 町・字

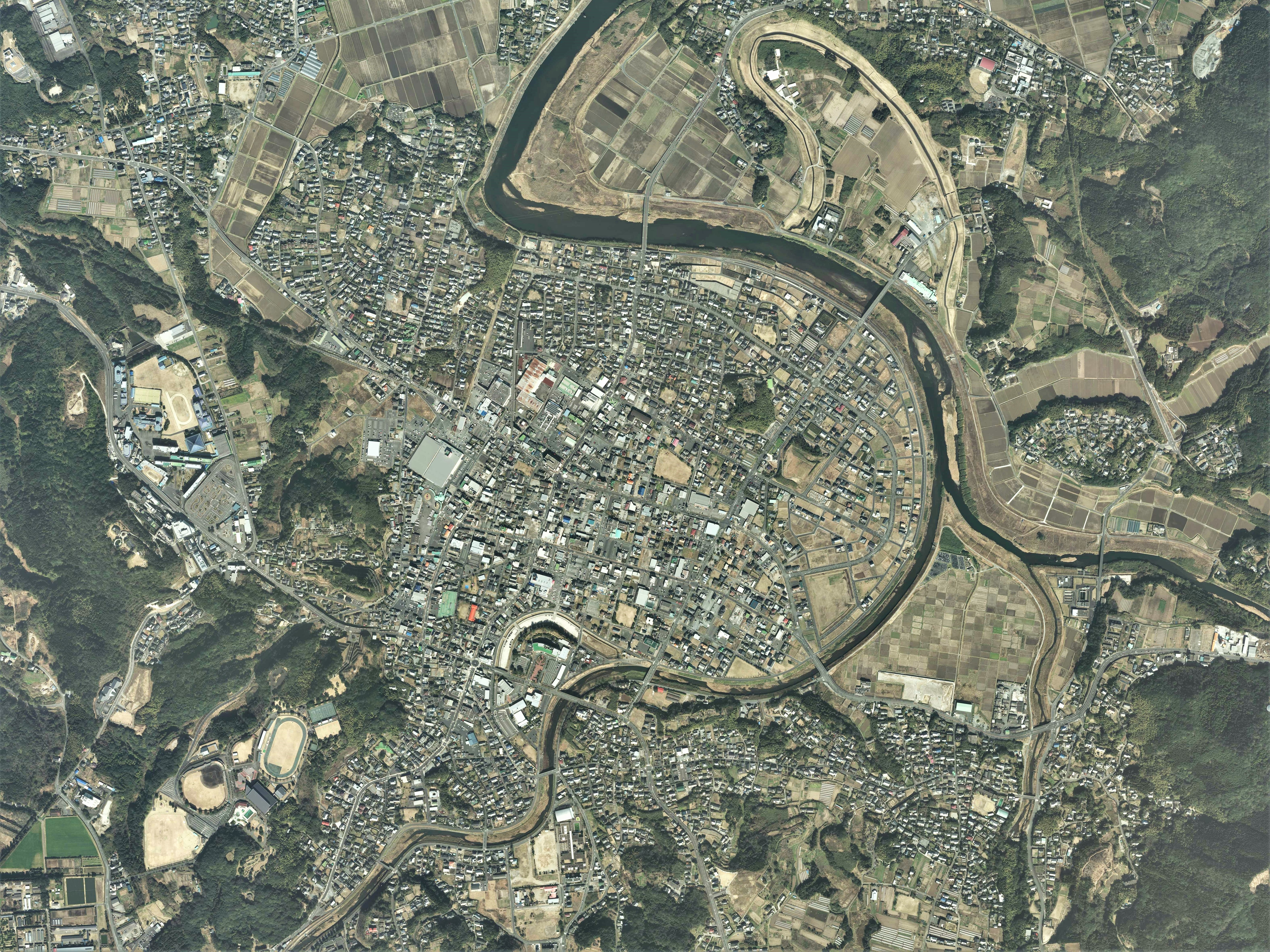
加世田地区中心部周辺の空中写真

南さつま市には旧加世田市の一部に町丁がある他は大字となっている。2005年（平成17年）の市町村合併時に旧加世田市については従来の大字名に「加世田」を加えたものに改称し、笠沙町、坊津町、金峰町については従来の大字名にそれぞれ町名を加えたものに改称した。また、大浦町については大字が存在しなかったため、「 平成17年鹿児島県告示第1602号「字の区域の設定」」により川辺郡大浦町の全域を以て南さつま市の大字大浦町が設置された。2020年（令和2年）時点の南さつま市の町・字は以下のとおりである。
| 地域名     | 町・字 |
| ---------- | --- |
| 加世田地域 | 加世田内山田、加世田川畑、加世田地頭所、加世田武田、加世田津貫、加世田村原、加世田小湊、加世田唐仁原、加世田益山、加世田宮原、加世田高橋、加世田白亀、加世田本町、加世田地頭所町、加世田東本町、加世田麓町、加世田村原一丁目から加世田村原五丁目まで、加世田ハーモニー |
| 笠沙地域   | 笠沙町赤生木、笠沙町片浦 |
| 大浦地域   | 大浦町 |
| 坊津地域   | 坊津町秋目、坊津町久志、坊津町泊、坊津町坊 |
| 金峰地域   | 金峰町池辺、金峰町大坂、金峰町大野、金峰町尾下、金峰町高橋、金峰町浦之名、金峰町白川、金峰町中津野、金峰町新山、金峰町花瀬、金峰町宮崎 |

### 気候
| 加世田（1991年 - 2020年）の気候    | 加世田（1991年 - 2020年）の気候 | 加世田（1991年 - 2020年）の気候 | 加世田（1991年 - 2020年）の気候 | 加世田（1991年 - 2020年）の気候 | 加世田（1991年 - 2020年）の気候 | 加世田（1991年 - 2020年）の気候 | 加世田（1991年 - 2020年）の気候 | 加世田（1991年 - 2020年）の気候 | 加世田（1991年 - 2020年）の気候 | 加世田（1991年 - 2020年）の気候 | 加世田（1991年 - 2020年）の気候 | 加世田（1991年 - 2020年）の気候 | 加世田（1991年 - 2020年）の気候 |
| 月                                 | 1月                             | 2月                             | 3月                             | 4月                             | 5月                             | 6月                             | 7月                             | 8月                             | 9月                             | 10月                            | 11月                            | 12月                            | 年                              |
| ---------------------------------- | ------------------------------- | ------------------------------- | ------------------------------- | ------------------------------- | ------------------------------- | ------------------------------- | ------------------------------- | ------------------------------- | ------------------------------- | ------------------------------- | ------------------------------- | ------------------------------- | ------------------------------- |
| 最高気温記録 °C （°F）             | 22.7 (72.9)                     | 23.9 (75)                       | 25.6 (78.1)                     | 28.8 (83.8)                     | 31.6 (88.9)                     | 34.4 (93.9)                     | 35.9 (96.6)                     | 36.4 (97.5)                     | 34.9 (94.8)                     | 33.0 (91.4)                     | 28.8 (83.8)                     | 24.9 (76.8)                     | 36.4 (97.5)                     |
| 平均最高気温 °C （°F）             | 12.7 (54.9)                     | 13.9 (57)                       | 16.9 (62.4)                     | 21.0 (69.8)                     | 24.8 (76.6)                     | 27.4 (81.3)                     | 31.3 (88.3)                     | 32.3 (90.1)                     | 29.8 (85.6)                     | 25.5 (77.9)                     | 20.4 (68.7)                     | 15.1 (59.2)                     | 22.6 (72.7)                     |
| 日平均気温 °C （°F）               | 8.3 (46.9)                      | 9.3 (48.7)                      | 12.2 (54)                       | 16.3 (61.3)                     | 20.1 (68.2)                     | 23.5 (74.3)                     | 27.3 (81.1)                     | 27.9 (82.2)                     | 25.1 (77.2)                     | 20.3 (68.5)                     | 15.1 (59.2)                     | 10.2 (50.4)                     | 18.0 (64.4)                     |
| 平均最低気温 °C （°F）             | 3.8 (38.8)                      | 4.4 (39.9)                      | 7.3 (45.1)                      | 11.4 (52.5)                     | 15.6 (60.1)                     | 20.2 (68.4)                     | 24.0 (75.2)                     | 24.3 (75.7)                     | 21.3 (70.3)                     | 15.6 (60.1)                     | 10.1 (50.2)                     | 5.3 (41.5)                      | 13.6 (56.5)                     |
| 最低気温記録 °C （°F）             | −4.2 (24.4)                     | −4.6 (23.7)                     | −1.8 (28.8)                     | 0.2 (32.4)                      | 6.5 (43.7)                      | 11.7 (53.1)                     | 16.7 (62.1)                     | 17.6 (63.7)                     | 11.4 (52.5)                     | 4.8 (40.6)                      | 0.4 (32.7)                      | −3.8 (25.2)                     | −4.6 (23.7)                     |
| 降水量 mm （inch）                 | 93.2 (3.669)                    | 118.7 (4.673)                   | 167.0 (6.575)                   | 195.4 (7.693)                   | 189.6 (7.465)                   | 514.2 (20.244)                  | 337.3 (13.28)                   | 219.9 (8.657)                   | 276.3 (10.878)                  | 104.8 (4.126)                   | 127.2 (5.008)                   | 110.5 (4.35)                    | 2,454 (96.614)                  |
| 平均降水日数 （≥1.0 mm）           | 11.2                            | 10.5                            | 13.2                            | 10.7                            | 9.9                             | 15.4                            | 11.5                            | 10.8                            | 10.5                            | 8.0                             | 9.2                             | 10.2                            | 131.2                           |
| 平均月間日照時間                   | 96.5                            | 111.2                           | 148.7                           | 165.6                           | 166.6                           | 99.1                            | 172.7                           | 198.8                           | 162.7                           | 174.4                           | 135.8                           | 110.2                           | 1,742.3                         |
| 出典1：Japan Meteorological Agency |                                 |                                 |                                 |                                 |                                 |                                 |                                 |                                 |                                 |                                 |                                 |                                 |                                 |
| 出典2：気象庁                      |                                 |                                 |                                 |                                 |                                 |                                 |                                 |                                 |                                 |                                 |                                 |                                 |                                 |

## 歴史

### 近現代
- 1889年（明治22年）4月1日 町村制施行により、後の市域に相当する以下の町村が発足。
  - 川辺郡加世田村・東加世田村・西加世田村・西南方村
  - 阿多郡阿多村・田布施村
- 1896年（明治29年）4月1日 郡制施行により阿多郡を日置郡に統合。
- 1923年（大正12年）1月1日 【改称】西加世田村→笠砂村
- 1924年（大正13年）1月1日 【町制施行】加世田村→加世田町
- 1925年（大正14年）1月1日 【改称・町制施行】東加世田村→万世町
- 1940年（昭和15年）11月10日 【改称・町制施行】笠砂村→笠沙町
- 1951年（昭和26年）4月1日 【分立】笠沙町→大浦町
- 1953年（昭和28年）10月15日 【改称】西南方村→坊津村
- 1954年（昭和29年）7月15日 【新設合併・市制施行】加世田町・万世町→加世田市
- 1955年（昭和30年）11月1日 【町制施行】坊津村→坊津町
- 1956年（昭和31年）9月30日 【新設合併・町制施行】阿多村・田布施村→金峰町
- 2005年（平成17年）11月7日 【新設合併】加世田市・笠沙町・大浦町・坊津町・金峰町→南さつま市　これにより、日置郡が消滅。
- 2025年（令和7年）　市制施行20周年記念を迎えるにあたり、藤倉大[注釈 9]が作曲したファンファーレを採用[16]。

## 行政

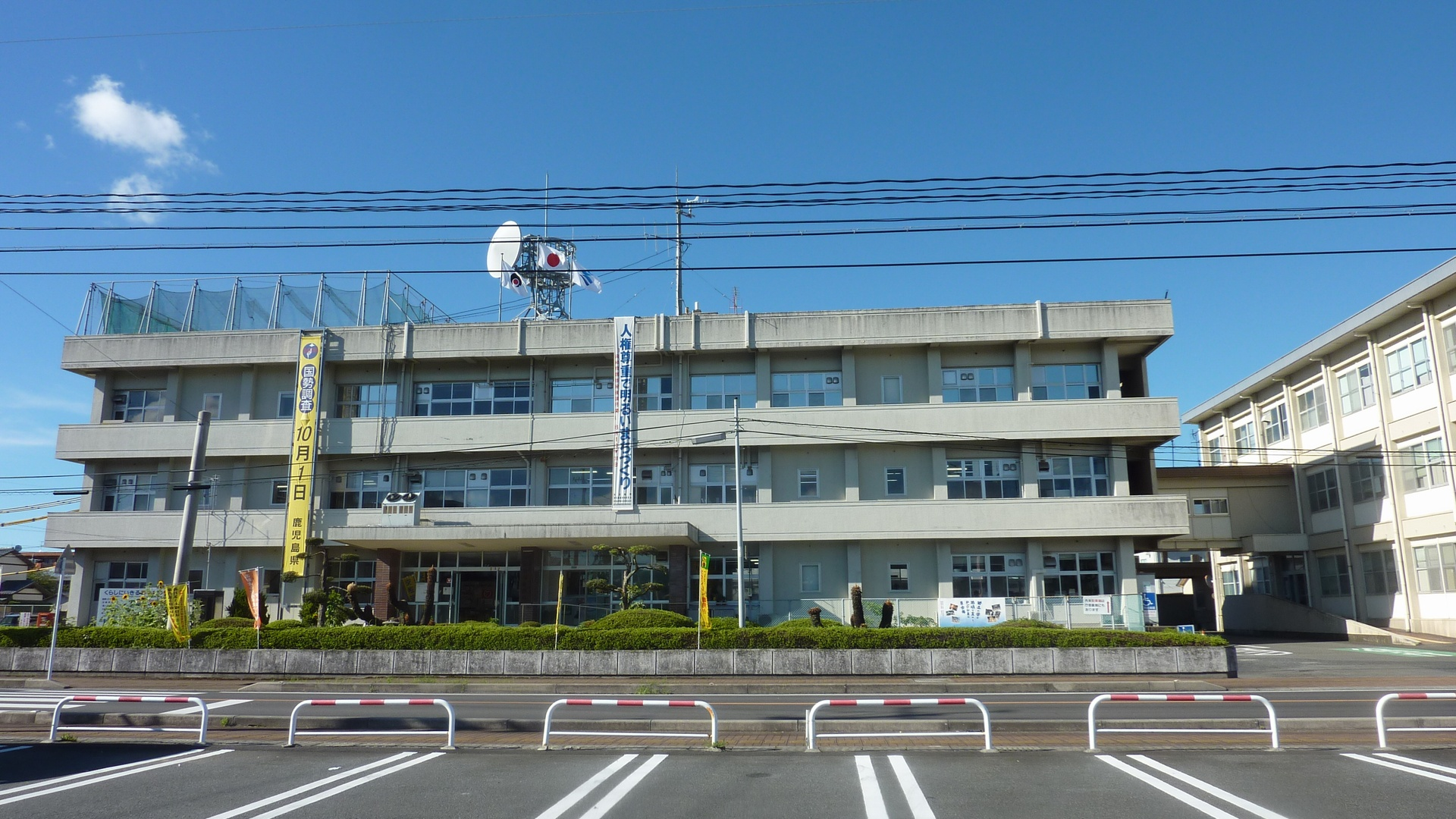
鹿児島県・南薩地域振興局

### 市長
- 市長：本坊輝雄（2009年11月27日就任、4期目）
  - 市長職務執行者（初代市長選出まで）：大久保誠（旧金峰町長）

| 代    | 氏名     | 就任年月日     | 退任年月日     |
| ----- | -------- | -------------- | -------------- |
| 初代  | 川野信男 | 2005年11月27日 | 2009年11月26日 |
| 2-4代 | 本坊輝雄 | 2009年11月27日 | 現職           |

### 市の行政機関
- 南さつま市役所　：〒897-8501　南さつま市加世田川畑2648番地
- 笠沙支所：〒897-1301　南さつま市笠沙町片浦808番地
- 野間池出張所：〒897-1301　南さつま市笠沙町片浦15380番地
- 大浦支所：〒897-1201　南さつま市大浦町2071番地
- 坊津支所：〒898-0101　南さつま市坊津町坊9422番地2
- 久志出張所：〒898-0211   南さつま市坊津町久志2422番地1
- 金峰支所：〒899-3492　南さつま市金峰町尾下1679番地

### 県の行政機関
- 鹿児島県警察：南さつま警察署
- 鹿児島県南薩地域振興局
- 加世田保健所

### 国の行政機関
- 鹿児島地方法務局南さつま出張所
- ハローワーク加世田（加世田公共職業安定所）
- 加世田簡易裁判所

## 議会

### 市議会
- 定数：17人
- 任期：2021年11月27日 - 2025年11月26日
- 議長：山下美岳
- 副議長：松元正明

### 衆議院
- 選挙区：鹿児島2区（鹿児島市の一部、枕崎市、指宿市、南さつま市、奄美市、南九州市、大島郡）
- 任期：2021年10月31日 - 2025年10月30日
- 投票日：2021年10月31日
- 当日有権者数：337,186人
- 投票率：58.58％

| 当落 | 候補者名   | 年齢 | 所属党派   | 新旧別 | 得票数   | 重複 |
| ---- | ---------- | ---- | ---------- | ------ | -------- | ---- |
| 当   | 三反園訓   | 63   | 無所属     | 新     | 92,614票 |      |
|      | 金子万寿夫 | 74   | 自由民主党 | 前     | 80,469票 |      |
|      | 松崎真琴   | 63   | 日本共産党 | 新     | 21,084票 | ○    |

## 経済

### 産業
- 主な産業：農業・漁業

### 特産品
- 金峰コシヒカリ
- 焼酎
- そば
- カボチャ
- 薩摩切子（ガラス工芸品）
- らっきょう
- キンカン（金柑）

### 南さつま市に本社・本店を置く主要企業
- イケダパン
- 株式会社 エルム - 光ディスクの修復装置において世界トップシェアを有する[17]。
- 株式会社 コワダヤ
- 株式会社 山野井

### 南さつま市発祥の主要企業
- 本坊酒造

## 姉妹都市・提携都市

### 日本国内
姉妹都市
- 北海道旭川市
2015年（平成27年）5月3日 提携。

提携都市
- 愛知県北名古屋市
2014年（平成26年）5月1日 災害時相互応援協定締結。

### 海外
- 旗津区（ 高雄市）[18]
  - 2023年1月31日 友好交流都市提携

## 地域

### 人口
| |                                            |  |
| 南さつま市と全国の年齢別人口分布（2005年） | 南さつま市の年齢・男女別人口分布（2005年） |  |
| ■紫色 ― 南さつま市 ■緑色 ― 日本全国 | ■青色 ― 男性 ■赤色 ― 女性                  |  |
| 南さつま市（に相当する地域）の人口の推移 \| 1970年（昭和45年） \| 59,584人 \| \| \| 1975年（昭和50年） \| 54,759人 \| \| \| 1980年（昭和55年） \| 52,604人 \| \| \| 1985年（昭和60年） \| 50,871人 \| \| \| 1990年（平成2年） \| 48,113人 \| \| \| 1995年（平成7年） \| 45,845人 \| \| \| 2000年（平成12年） \| 43,979人 \| \| \| 2005年（平成17年） \| 41,677人 \| \| \| 2010年（平成22年） \| 38,704人 \| \| \| 2015年（平成27年） \| 35,439人 \| \| \| 2020年（令和2年） \| 32,887人 \| \| |                                            |  |
| 総務省統計局 国勢調査より |                                            |  |
| 1970年（昭和45年） | 59,584人                                   |  |
| 1975年（昭和50年） | 54,759人                                   |  |
| 1980年（昭和55年） | 52,604人                                   |  |
| 1985年（昭和60年） | 50,871人                                   |  |
| 1990年（平成2年） | 48,113人                                   |  |
| 1995年（平成7年） | 45,845人                                   |  |
| 2000年（平成12年） | 43,979人                                   |  |
| 2005年（平成17年） | 41,677人                                   |  |
| 2010年（平成22年） | 38,704人                                   |  |
| 2015年（平成27年） | 35,439人                                   |  |
| 2020年（令和2年） | 32,887人                                   |  |

### 教育

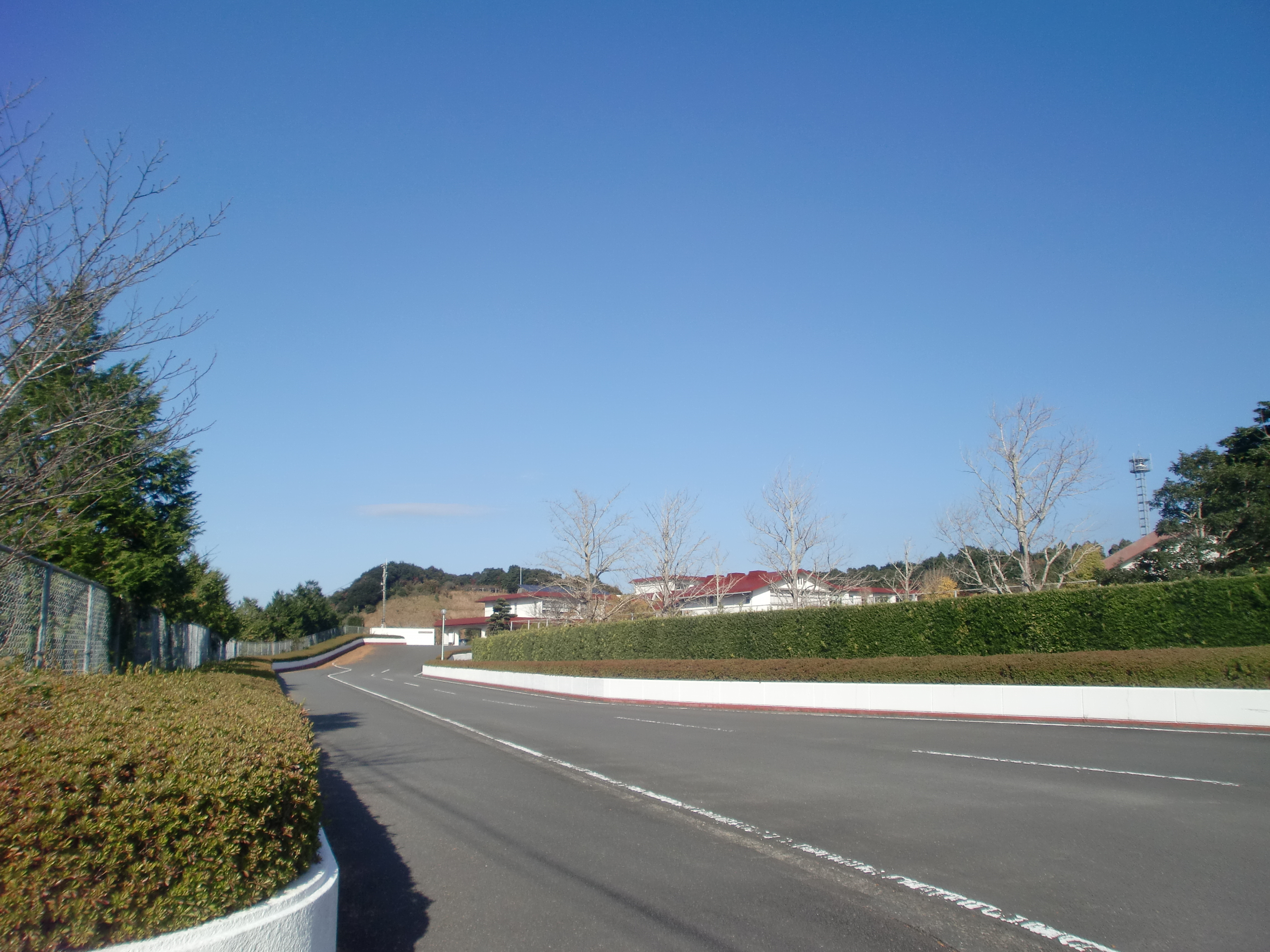
鹿児島県立加世田高等学校

#### 高等学校
- 鹿児島県立加世田高等学校
- 鹿児島県立加世田常潤高等学校（旧加世田農業高等学校）
- 鳳凰高等学校（旧加世田女子高等学校）（私立）

#### 義務教育学校
- 南さつま市立坊津学園（2017年3月まで坊津学園中学校・小学校）
- 南さつま市立金峰学園（2023年4月に南さつま市立阿多小・田布施小・金峰中が統合し開校）

#### 中学校
- 南さつま市立加世田中学校
- 南さつま市立万世中学校
- 南さつま市立大笠中学校

#### 小学校
- 南さつま市立内山田小学校
- 南さつま市立加世田小学校（2015年4月に南さつま市立久木野小を吸収）
- 南さつま市立川畑小学校
- 南さつま市立小湊小学校
- 南さつま市立津貫小学校

- 南さつま市立長屋小学校
- 南さつま市立万世小学校
- 南さつま市立益山小学校
- 南さつま市立大浦小学校
- 南さつま市立笠沙小学校(2014年4月に南さつま市立笠沙小・赤生木小・玉林小と合併)

## 交通

### 鉄道
市内に鉄道路線は通っていない。最寄り駅はJR指宿枕崎線の谷山駅・枕崎駅、または鹿児島本線の伊集院駅。『JTB時刻表』には加世田バス停が市の中心駅として記載されている。
過去には南薩鉄道万世線、鹿児島交通枕崎線、鹿児島交通知覧線が通っていたが、いずれも合併前に廃止されている。

### 道路
- 一般国道
  - 国道226号
  - 国道270号
    - 道の駅：きんぽう木花館
- 県道
  - 鹿児島県道20号鹿児島加世田線
  - 鹿児島県道31号加世田川辺線
  - 鹿児島県道269号坊之津久木野線
  - 鹿児島県道270号久志上津貫線
  - 鹿児島県道271号秋目上津貫線
  - 鹿児島県道272号久志大浦線
  - 鹿児島県道273号加世田停車場線
  - 鹿児島県道291号松元川辺線
  - 鹿児島県道加世田日吉自転車道線（吹上浜砂丘自転車道）

### バス
太字は南さつま市内の経由地
- 鹿児島交通
  - 加世田 - 金峰支所前 - 伊作（日置市） - 鹿児島市
  - 加世田 - 大坂（旧金峰町） - 鹿児島市
  - 加世田 - 大浦 - 笠沙支所前 - 野間池
  - 加世田 - 金峰支所前 - 伊作 - 日置 - 伊集院（日置市）
  - 加世田 - 川辺（南九州市） - 知覧（南九州市）
  - 加世田 - 枕崎市
  - 今岳（旧坊津町） - 泊（旧坊津町） - 枕崎市
  - 加世田 - 金峰支所前 - 鹿児島空港
- 南さつま市コミュニティバス

## 名所・旧跡・観光スポット・祭事
- 吹上浜海浜公園
- 万世特攻平和祈念館
- 坊津歴史資料センター輝津館
- 県史跡「一乗院跡」
- 国の名勝「坊津」双剣石
- 港町坊津の古い町並み

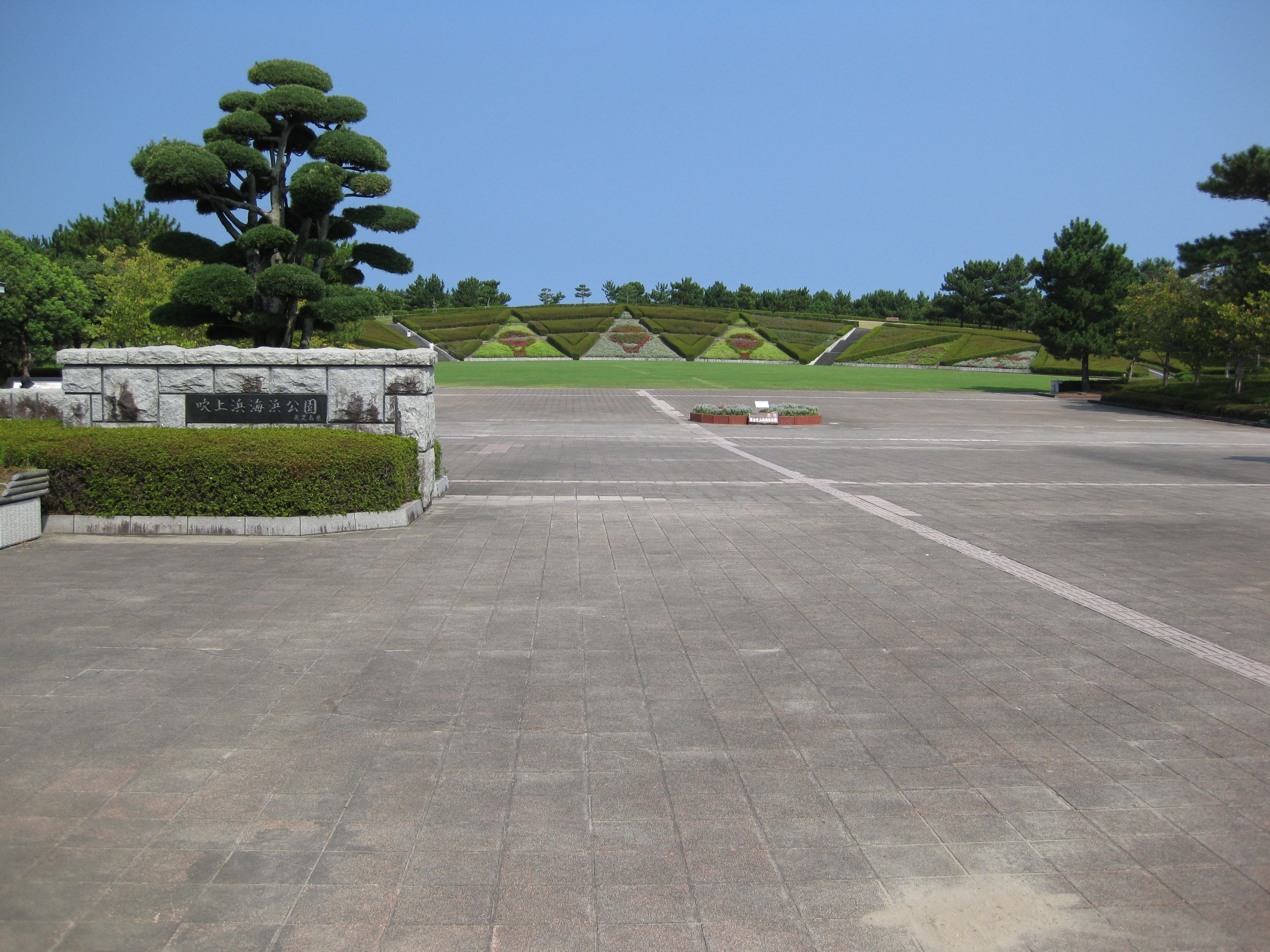
吹上浜海浜公園

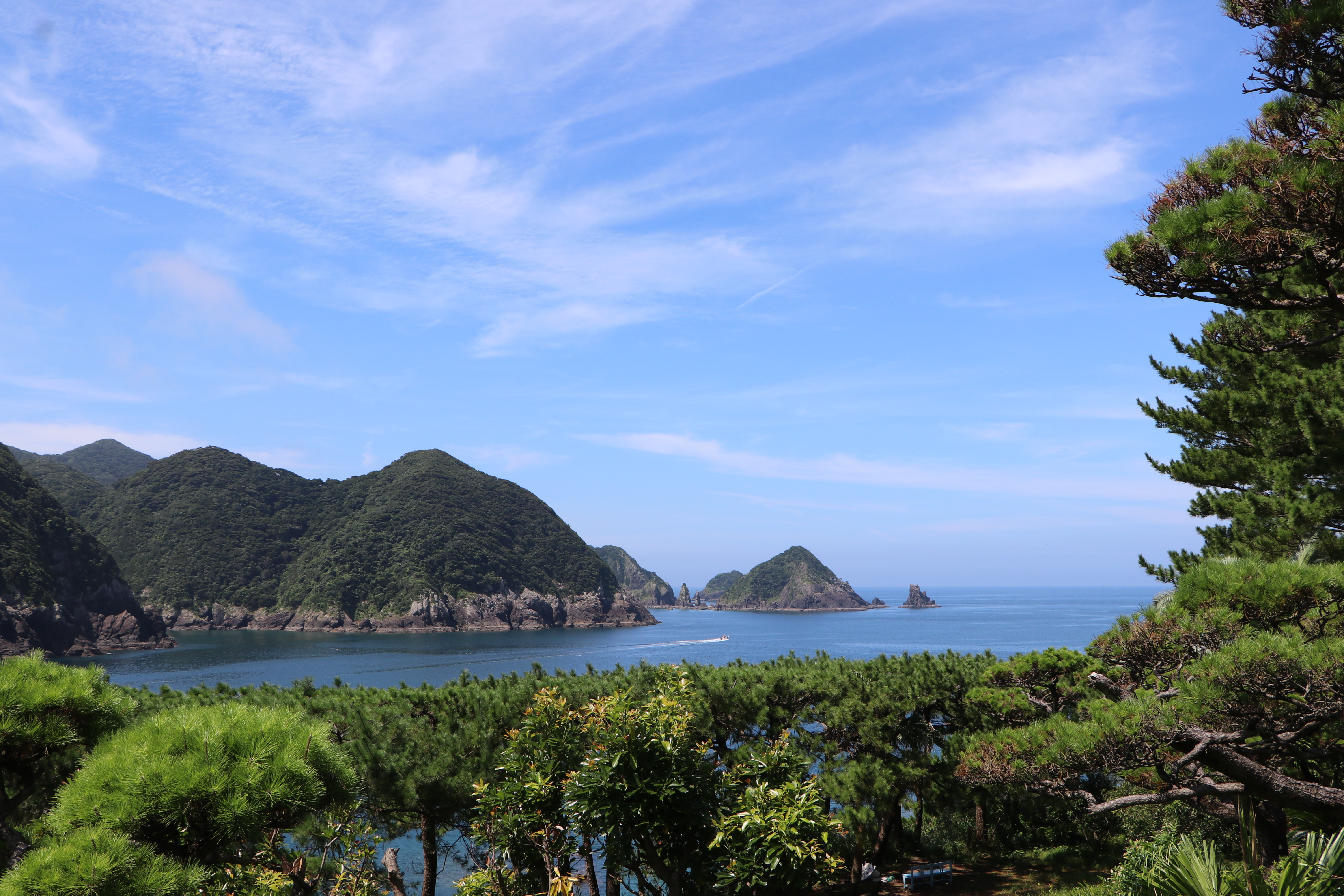
国指定名勝「坊津」

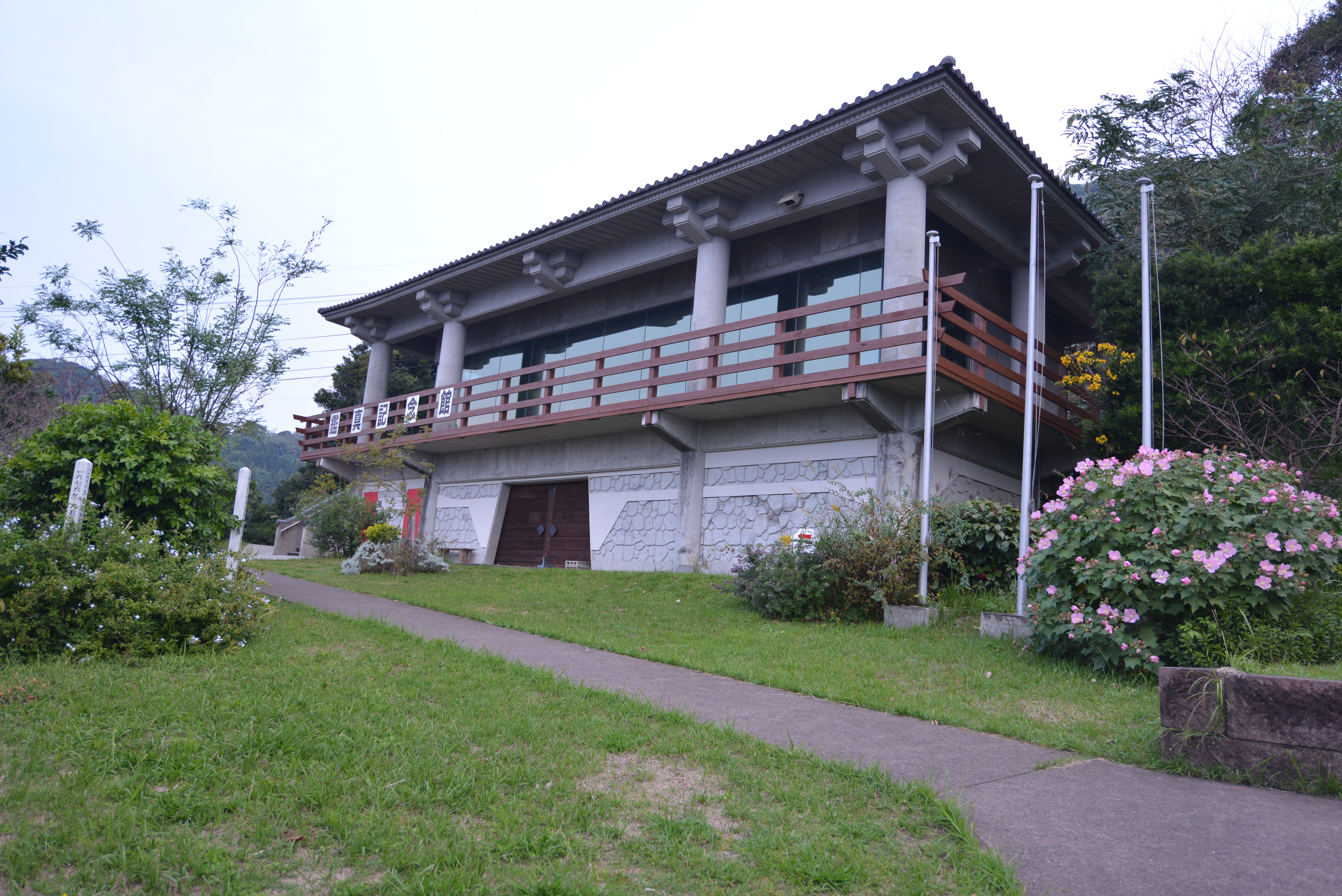
鑑真記念館

- リアス式海岸に沈む夕日（坊津地域、笠沙地域）
- 坊津八景
- 観光グラスボート（遣唐使船）
- 南薩鉄道記念館
- 県立自然公園
- 大山祇神社
- 加世田城跡
- 鑑真記念館
- 南薩摩の十五夜行事（重要無形民俗文化財）
- ほぜどん
- 唐カラ船まつり（5月5日）
- 野間神社例祭（2月20日）
- 笠沙恵比寿（2000年オープンの観光宿泊施設[19]、2022年に日清丸紅飼料に譲渡され水産用飼料の研究開発拠点となり消滅[19]）
- 野間半島の遊覧、岬めぐり・サンセットクルーズ
  - 1996年（平成8年）から2003年（平成15年）まではホエールウォッチングも行われていた[20]。
- シーカヤックツーリング
- 金峰夏祭（8月15日）
- 高橋十八度踊（よっかぶい）（8月22日）
- 金峰山神社大祭（10月19日）
- 竹屋神社（焼酎神社）[21]
- 竹田神社夏祭り(7月23日)
- 栫ノ原遺跡（国の史跡、縄文時代草創期の日本最古の定住集落跡）
- 奥山古墳（市指定史跡、日本列島西南端の古墳）
- 大浦ふれあいパーク
  - くじらの眠る丘（マッコウクジラの全身骨格標本を展示）

## 出身著名人
- 小原國芳（学校法人玉川学園創始者）：坊津町出身
- 西春彦（大正〜昭和期の外交官）
- 小泉純也（立憲民政党、自由民主党元代議士、元防衛庁長官。小泉又次郎元逓相の婿養子、小泉純一郎元首相の父）：旧姓・鮫島、川辺郡東加世田村出身
- 鮫島博一（第10代海上幕僚長、第9代統合幕僚会議議長）：川辺郡東加世田村出身
- 鮫島慶彦（南薩鉄道社長、衆議院議員）
- 尾辻秀久（自由民主党参議院議員、元厚生労働大臣、元参議院副議長）
- 宮路和明（自由民主党衆議院議員）
- 大藏律子（元神奈川県平塚市長）
- 羽牟裕一郎（麻酔科医師、元日本バレーボール協会会長）：加世田市出身
- 上釜健宏（元TDK社長）：加世田市出身
- 坂口利雄（歌人・作詞家、代表作「鹿児島県民の歌」）：笠沙町出身
- 松田達郎（生態学者、元国立極地研究所所長）：加世田市出身
- 宇都文昭（放射線技師、アマチュア天文家。）：加世田市出身
- 青野毅（元プロ野球選手。千葉ロッテマリーンズ所属）：旧坊津町出身
- 大谷龍次（元プロ野球選手。千葉ロッテマリーンズ所属）
- 久保克之（元高校野球指導者）
- 大迫勇也（プロサッカー選手。ヴィッセル神戸所属）
- 那須大亮（元プロサッカー選手）：旧坊津町出身
- 長山一也（プロサッカー選手。カターレ富山所属）
- 若松育美（陸上競技選手）
- 茶圓勝彦（砂像彫刻家）：加世田市出身
- 小濱なつき（ファッションモデル）：旧大浦町出身
- 西尾三枝子（女優）